# Cuthona
Cuthona is een geslacht van weekdieren uit de klasse van de Gastropoda (slakken).

## Soorten
- Cuthona antarctica (Pfeffer, 1886)
- Cuthona barbadiana Edmunds & Just, 1983
- Cuthona behrensi Hermosillo & Valdés, 2007
- Cuthona claviformis Vicente, 1974
- Cuthona correai Ortea, Caballer & Moro, 2002
- Cuthona crinita Minichev, 1972
- Cuthona destinyae Hermosillo & Valdés, 2007
- Cuthona diminutiva Gosliner, 1980
- Cuthona divae (Er. Marcus, 1961)
- Cuthona fidenciae (Ortea, Moro & Espinosa, 1999)
- Cuthona fructuosa (Bergh, 1892)
- Cuthona futairo Baba, 1963
- Cuthona georgiana (Pfeffer in Martens & Pfeffer, 1886)
- Cuthona giarannae Valdés, Moran & Woods, 2012
- Cuthona hamanni Behrens, 1987
- Cuthona henrici Eliot, 1916
- Cuthona hermitophila Martynov, Sanamyan & Korshunova, 2015
- Cuthona herrerai Ortea, Moro & Caballer, 2002
- Cuthona iris Edmunds & Just, 1983
- Cuthona leopardina (Vayssière, 1888)
- Cuthona lizae Angulo-Campillo & Valdés, 2003
- Cuthona longi Behrens, 1985
- Cuthona millenae Hermosillo & Valdés, 2007
- Cuthona nana (Alder & Hancock, 1842)
- Cuthona netsica (Er. Marcus & Ev. Marcus, 1960)
- Cuthona norvegica (Odhner, 1929)
- Cuthona odhneri Er. Marcus, 1959
- Cuthona pallida (Eliot, 1906)
- Cuthona paucicirra Minichev, 1972
- Cuthona perca (Er. Marcus, 1958)
- Cuthona phoenix Gosliner, 1981
- Cuthona puellula (Baba, 1955)
- Cuthona pumilio Bergh, 1871
- Cuthona pusilla (Bergh, 1898)
- Cuthona riosi Hermosillo & Valdés, 2008
- Cuthona rolleri Gosliner & Behrens, 1988
- Cuthona thompsoni Garcia, Lopez-Gonzalez & Garcia-Gomez, 1991
- Cuthona tina (Er. Marcus, 1957)
- Cuthona valentini (Eliot, 1907)
- Cuthona veronicae (A. E. Verrill, 1880)
- Cuthona willani Cervera, Garcia-Gomez & Lopez-Gonzalez, 1992

Niet geaccepteerde soorten:
- Cuthona abronia (MacFarland, 1966) → Abronica abronia (MacFarland, 1966)
- Cuthona albocrusta (MacFarland, 1966) → Trinchesia albocrusta (MacFarland, 1966)
- Cuthona albopunctata (Schmekel, 1968) → Trinchesia albopunctata Schmekel, 1968
- Cuthona amoena (Alder & Hancock, 1845) → Rubramoena amoena (Alder & Hancock, 1845)
- Cuthona anulata (Baba, 1949) → Trinchesia anulata (Baba, 1949)
- Cuthona abronia (MacFarland, 1966) → Abronica abronia (MacFarland, 1966)
- Cuthona berghi (Friele, 1902) → Cuthonella abyssicola Bergh, 1884
- Cuthona beta (Baba & Abe, 1964) → Trinchesia beta (Baba & Abe, 1964)
- Cuthona caerulea (Montagu, 1804) → Trinchesia caerulea (Montagu, 1804)
- Cuthona cocoachroma Williams & Gosliner, 1979 → Cuthonella cocoachroma (G. C. Williams & Gosliner, 1979)
- Cuthona columbiana (O'Donoghue, 1922) → Catriona columbiana (O'Donoghue, 1922)
- Cuthona concinna (Alder & Hancock, 1843) → Cuthonella concinna (Alder & Hancock, 1843)
- Cuthona distans Odhner, 1922 → Cuthonella concinna (Alder & Hancock, 1843)
- Cuthona diversicolor Baba, 1975 → Trinchesia diversicolor Baba, 1975
- Cuthona elenae (Martynov, 2000) → Cuthonella elenae Martynov, 2000
- Cuthona elioti Odhner, 1944 → Cuthonella elioti (Odhner, 1944)
- Cuthona ferruginea (Friele, 1902) → Cuthonella abyssicola Bergh, 1884
- Cuthona flavovulta (MacFarland, 1966) → Diaphoreolis flavovulta (MacFarland, 1966)
- Cuthona foliata (Forbes & Goodsir, 1839) → Trinchesia foliata (Forbes & Goodsir, 1839)
- Cuthona fulgens (MacFarland, 1966) → Zelentia fulgens (MacFarland, 1966)
- Cuthona genovae (O'Donoghue, 1929) → Trinchesia genovae (O'Donoghue, 1926)
- Cuthona granosa (Schmekel, 1966) → Trinchesia granosa Schmekel, 1966
- Cuthona gymnota (Couthouy, 1838) → Catriona gymnota (Couthouy, 1838)
- Cuthona ilonae (Schmekel, 1968) → Trinchesia ilonae Schmekel, 1968
- Cuthona kanga (Edmunds, 1970) → Trinchesia kanga Edmunds, 1970
- Cuthona kuiteri Rudman, 1981 → Trinchesia kuiteri (Rudman, 1981)
- Cuthona lagunae (O'Donoghue, 1926) → Diaphoreolis lagunae (O'Donoghue, 1926)
- Cuthona luciae Valdés, Medrano & Bhave, 2016 → Cuthona herrerai Ortea, Moro & Caballer, 2002
- Cuthona macquariensis (Burn, 1973) → Trinchesia macquariensis Burn, 1973
- Cuthona miniostriata (Schmekel, 1968) → Trinchesia miniostriata Schmekel, 1968
- Cuthona modesta (Eliot, 1907) → Cuthonella modesta Eliot, 1907
- Cuthona ocellata (Schmekel, 1966) → Trinchesia ocellata Schmekel, 1966
- Cuthona ornata Baba, 1937 → Trinchesia ornata (Baba, 1937)
- Cuthona poritophages Rudman, 1979 → Phestilla poritophages (Rudman, 1979)
- Cuthona punicea Millen, 1986 → Cuthonella punicea (Millen, 1986)
- Cuthona purpureoanulata (Baba, 1961) → Abronica purpureoanulata (Baba, 1961)
- Cuthona pustulata (Alder & Hancock, 1854) → Zelentia pustulata (Alder & Hancock, 1854)
- Cuthona rubescens Picton & Brown, 1978 → Rubramoena rubescens (Picton & G. H. Brown, 1978)
- Cuthona rubra (Edmunds, 1964) → Selva rubra Edmunds, 1964
- Cuthona scintillans M. C. Miller, 1977 → Trinchesia scintillans (M. C. Miller, 1977)
- Cuthona sibogae (Bergh, 1905) → Trinchesia sibogae (Bergh, 1905)
- Cuthona speciosa (Macnae, 1954) → Trinchesia speciosa (Macnae, 1954)
- Cuthona suecica (Odhner, 1940) → Xenocratena suecica Odhner, 1940
- Cuthona virens (MacFarland, 1966) → Trinchesia virens (MacFarland, 1966)
- Cuthona viridis (Forbes, 1840) → Diaphoreolis viridis (Forbes, 1840)
- Cuthona yamasui Hamatani, 1993 → Trinchesia yamasui (Hamatani, 1993)